# Changchub Dorje
Changchub Dorje (1703-1732), was de twaalfde gyalwa karmapa, hoofd van de kagyüschool van het Tibetaans boeddhisme.
Changchub Dorje werd in Chile Chakhor geboren in het koninkrijk Dergé in Kham. Naar verluidt zei hij toen hij twee maanden oud was: "Ik ben de karmapa." Hij werd ontdekt door een zoektocht en werd door de achtste shamarpa Pälchen Chökyi Döndrub bevestigd als karmapa.
Tibet was tijdens het bewind van de zevende dalai lama Kälsang Gyatso politiek instabiel geworden door bemoeienis van de Dzjoengaren en China en Changchub Dorje en de achtste shamarpa besloten een bedevaart te maken naar Nepal, India en China. Bij terugkeer werd hij nogmaals uitgenodigd om naar China te komen, maar tijdens de tocht werden zowel de karmapa als de shamarpa ziek en overleden aan de pokken.